# Бгактіведанта Бук Траст
Бгактіведанта Бук Траст (Бі-бі-ті) (англ. The Bhaktivedanta Book Trust, BBT) - найбільше у світі видавництво з випуску літератури з кришнаїзму, індуїстської філософії і ведичної культури. Більшість публікацій «Бгактіведанта Бук Траст» присвячена Ґаудія-вайшнавізму.
Видавництво було засноване в 1972 році  Свамі Прабгупадою (засновником Міжнародного товариства свідомості Крішни - ISKCON) і має ексклюзивні права на публікацію його книг. Видавництво переклало і видало книги Бхактіведанти Свамі Прабхупади більш ніж 75 мовами.
«Бгактіведанта Бук Траст» є міжнародною некомерційною організацією, незалежною від Міжнародного товариства свідомості Крішни, але публікує велику частину літератури цієї вайшнавської релігійної організації. «Бгактіведанта Бук Траст» також публікує книги інших авторів і видає кількома мовами офіційний журнал Міжнародного товариства свідомості Крішни «Назад до Бога».
Найвідомішими публікаціями видавництва є «Бгаґавад-Ґіта як вона є», «Шрімад-Бгаґаватам» і священний текст традиції Вайшнавізму - «Чайтан'я-чарітамріта».
Окрім публікації літератури, «Бгактіведанта Бук Траст» надає фінансову підтримку будівництву і відновленню індуїстських храмів в таких важливих вайшнавских місцях паломництва, як міста Вріндавана і Маяпур.
«Бгактіведанта Бук Траст» має шість філій по всьому світу: Північноєвропейську, Північноамериканську, Західно-Тихоокеанську, Середземноморську, Африканську та Індійську. Кожну з філій очолює один з членів правління «Бгактіведанта Бук Траст», який несе відповідальність за переклад і публікацію літератури мовами регіону. Двічі на рік відбуваються збори всіх членів правління «Бгактіведанта Бук Траст».